# ریسمان نامرئی
«ریسمان نامرئی» (انگلیسی: Invisible String) ترانه‌ای از خواننده-ترانه‌سرای آمریکایی تیلور سوئیفت است. این یازدهمین قطعه در هشتمین آلبوم استودیویی او، فولکلور است که در ۲۴ ژوئیه ۲۰۲۰ از طریق ریپابلیک رکوردز منتشر شد. سوئیفت این ترانه را به همراه تهیه کنندهٔ آن آرون دسنر نوشت.
همان‌طور که از عنوان پیداست، این ترانه بر روی یک «ریسمان طلای» نامرئی تمرکز دارد که دو نیمهٔ گمشده را به هم متصل می‌کند و آنها را در زندگی به هم می‌رساند، در حالی که به اسطورهٔ فولک آسیای شرقی به‌نام تار سرخ سرنوشت تلمیح دارد. «ریسمان نامرئی» قطعهٔ ظریفِ فولک با عناصر کانتری است که با نواختن سازهای گیتار خرک، آکوستیک فینگراستایل و واضرب اجرا شده‌است. اشعار آن چشم‌انداز سوئیفت از تقدیر و سرگذشت و جزئیات خاصی از زندگی او و معشوقه‌اش را در بر می‌گیرد.
این ترانه با استقبال خوبی از سوی منتقدان موسیقی مواجه شد که ترتیب‌بندی «دوست‌داشتنی» و اشعار نوآورانهٔ آن را تحسین کردند. «ریسمان نامرئی» به‌عنوان تنها ترانهٔ فاقد مالیخولیای فولکلور مورد توجه است. ان‌پی‌آر آن را یکی از بهترین ترانه‌های سال ۲۰۲۰ معرفی کرد. این ترانه در جدول تک‌آهنگ‌های استرالیا و سنگاپور به ۲۰تای برتر جایگاه فروش رسید و وارد جدول ۱۰۰ تک‌آهنگ داغ کانادا و بیلبورد هات ۱۰۰ ایالات متحده شد.

## جدول‌ها
| جدول (۲۰۲۰)                           | بالاترین جایگاه |
| ------------------------------------- | --------------- |
| استرالیا (ای‌آرآی‌ای)                   | ۱۹              |
| کانادا (۱۰۰ تک‌آهنگ داغ کانادا)        | ۲۹              |
| پرتغال (ای‌اف‌پی)                       | ۱۳۴             |
| سنگاپور (RIAS)                        | ۱۹              |
| پخش جاری صوتی بریتانیا (اوسی‌سی)       | ۴۳              |
| بیلبورد هات ۱۰۰ ایالات متحده          | ۳۷              |
| ۱۰۰تای برتر رولینگ استون ایالات متحده | ۱۲              |